# رسوایی

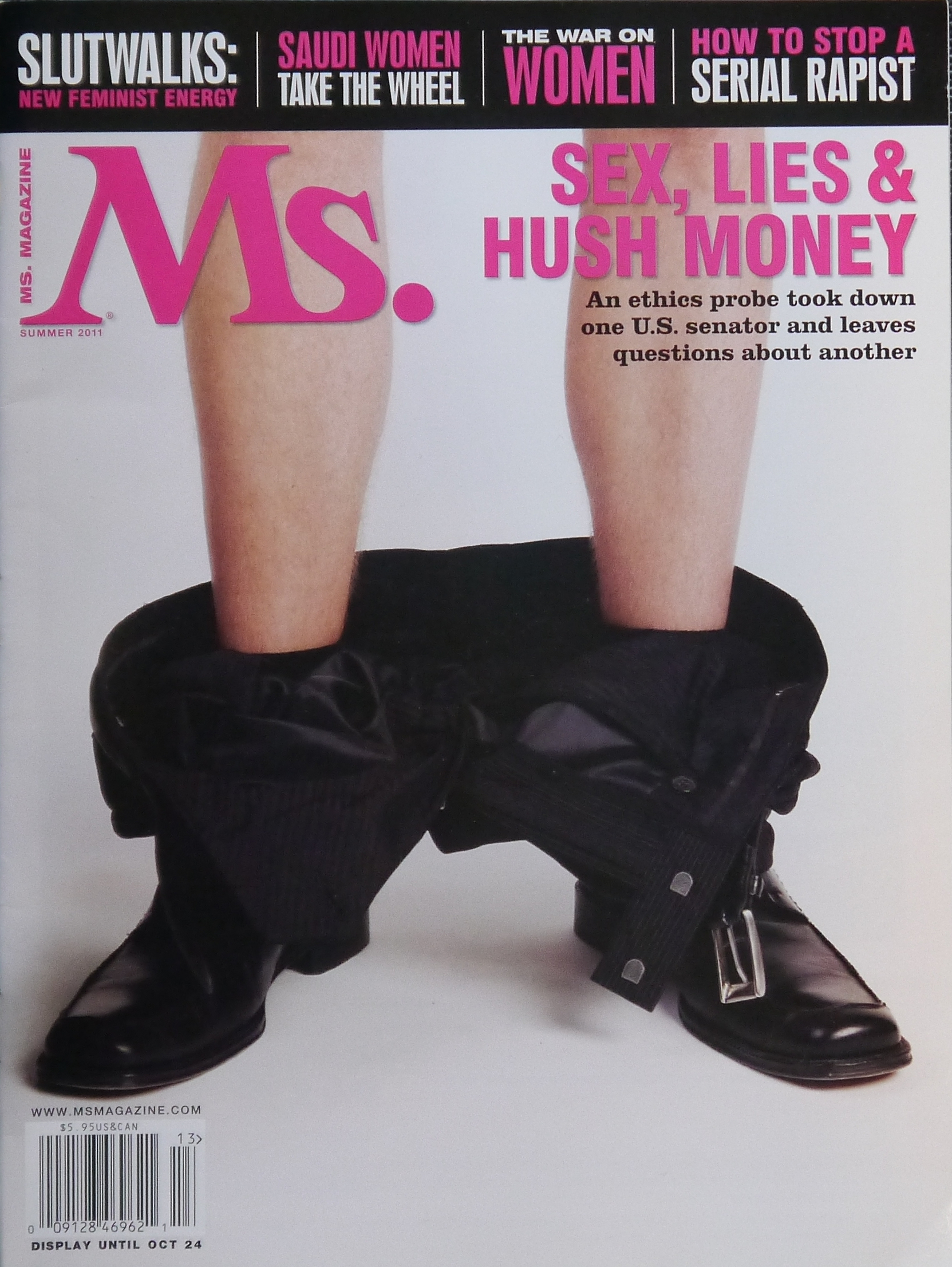
مجله خانم، تابستان ۲۰۱۱

رسوایی را می‌توان به‌طور گسترده به عنوان واکنش‌های اجتماعی شدید مانند خشم، عصبانیت یا تعجب تعریف کرد، زمانی که اتهامات یا شایعات به دلایلی در مورد شخص یا افرادی که تصور می‌شود به نحوی از قانونی تخطی کرده‌اند پخش می‌شود یا ظاهر می‌شود. این واکنش‌ها معمولاً پر سر و صدا هستند و ممکن است متناقض باشند و اغلب تأثیرات منفی بر وضعیت و اعتبار شخص یا سازمان‌های درگیر دارند. رسوایی‌ها ممکن است سیاسی، جنسی، اخلاقی، ادبی یا هنری در نظر گرفته شوند اما اغلب از قلمرویی به قلمروی دیگر سرایت می‌کنند. اساس یک رسوایی ممکن است واقعی یا نادرست یا ترکیبی از هر دو باشد.  در دوران معاصر، افشای یک وضعیت رسوایی اغلب توسط رسانه‌های جمعی انجام می‌شود.
رسانه‌های معاصر این ظرفیت را دارند که اطلاعات پیرامون یک رسوایی را بیش از قرون گذشته گسترش دهند. برخی از رسوایی‌ها توسط افشاگرانی (سوت‌زنانی) که اطلاعات خلافکاری‌ها را در می‌میابند فاش می‌شوند، نظیر ویلیام مارک فلت در زمان رسوایی واترگیت در دهه ۱۹۷۰ در ایالات متحده. چنین افشاگرانی ممکن است توسط قوانینی که برای به دست آوردن اطلاعات تخلفات و اقدامات مضر برای مؤسسات آنها استفاده می‌شود، محافظت شوند. 

## سیاسی
یک رسوایی سیاسی زمانی رخ می‌دهد که فساد سیاسی یا سایر رفتارهای نادرست آشکار شود. سیاستمداران یا مقامات دولتی متهم به دست داشتن در اعمال غیرقانونی و فسادآور یا غیراخلاقی هستند. یک رسوایی سیاسی می‌تواند شامل زیر پا گذاشتن قوانین یا قوانین اخلاقی کشور باشد و ممکن است انواع دیگر رسوایی‌ها را دربرگیرد.

## رسانه‌ها
از زمان توسعه چاپ، رسانه‌ها قدرت بیشتری در افشای رسوایی‌ها داشته‌اند و از زمان ظهور رسانه‌های جمعی، این قدرت افزایش یافته‌است. رسانه‌ها همچنین ظرفیت حمایت ویا مخالفت با سازمان‌ها و بی‌ثبات کردن آن‌ها را دارند و از این طریق خود در رسوایی‌ها و همچنین گزارش‌های منتشر شده از آنها درگیر می‌شوند. 
پس از رسوایی واترگیت در ایالات متحده، سایر کشورهای انگلیسی زبان پسوند «گیت» را به عاریت گرفته و آن را به رسوایی‌های خود اضافه کردند.

### روزنامه‌نگاری
رسوایی‌های روزنامه‌نگاری مربوط به حوادث یا اقدامات پرمخاطب است، خواه به صورت هدفمند یا تصادفی انجام شود. این می‌تواند در تضاد با اصول اخلاقی رایج و استانداردهای روزنامه‌نگاری باشد. همچنین می‌تواند مأموریت «ایده‌آل» روزنامه‌نگاری را نقض کند: انتشار «رویدادها و موضوعات خبری به‌طور دقیق و منصفانه». 

## رسوایی‌های جنسی
رسوایی جنسی رسوایی است که شامل ادعاها یا اطلاعاتی در مورد فعالیت‌های جنسی احتمالاً غیراخلاقی است که علنی می‌شود. رسوایی‌های جنسی اغلب با روابط جنسی ستارگان سینما، سیاستمداران، ورزشکاران مشهور و دیگران در انظار عمومی مرتبط است و عمدتاً به دلیل برجسته بودن شخص درگیر، تصورات ریاکاری از سوی آنها، یا غیر هنجاری یا غیرعادی بودن به رسوایی تبدیل می‌شود. یک رسوایی جنسی ممکن است بر اساس واقعیت، محصول ادعاهای نادرست یا ترکیبی از هر دو باشد.